# Cleveland (condado de Taylor, Wisconsin)
Cleveland es un pueblo ubicado en el condado de Taylor en el estado estadounidense de Wisconsin. En el Censo de 2010 tenía una población de 268 habitantes y una densidad poblacional de 2,89 personas por km².

## Geografía
Cleveland se encuentra ubicado en las coordenadas 45°14′44″N 90°45′26″O / 45.24556, -90.75722. Según la Oficina del Censo de los Estados Unidos, Cleveland tiene una superficie total de 92.66 km², de la cual 87.77 km² corresponden a tierra firme y (5.27%) 4.89 km² es agua.

## Demografía
Según el censo de 2010, había 268 personas residiendo en Cleveland. La densidad de población era de 2,89 hab./km². De los 268 habitantes, Cleveland estaba compuesto por el 99.25% blancos, el 0% eran afroamericanos, el 0% eran amerindios, el 0.37% eran asiáticos, el 0% eran isleños del Pacífico, el 0% eran de otras razas y el 0.37% pertenecían a dos o más razas. Del total de la población el 0.75% eran hispanos o latinos de cualquier raza.